# مارتونفا
مارتونفا (به مجاری:  Martonfa) یک شهرداری در مجارستان است که در ناحیه پچ‌واراد واقع شده‌است. مارتونفا ۵٫۶۹ کیلومتر مربع مساحت و ۱۹۲ نفر جمعیت دارد.